# 成姓
成姓在中国并不是一个常见的姓氏，但也是中国较为古老的姓氏之一。在《百家姓》中排第115位。

## 堂号
上谷堂

## 延伸阅读
- 成姓 (韩国)

[在维基数据编辑]
 《百家姓》
 《欽定古今圖書集成·明倫彙編·氏族典·成姓部》，出自陈梦雷《古今圖書集成》